# 埼玉グランドホテル
埼玉グランドホテル株式会社（さいたまグランドホテル）は、埼玉県本庄市に本社を置く、シティホテルなどを運営する企業である。深谷店には付帯施設として、独立型の教会「GRACEFUL-FIELDS」が隣接している。

## 沿革
- 1983年7月 - 埼玉グランドホテル株式会社 設立
- 1983年8月 - 埼玉グランドホテル本庄 開業
- 1987年8月 - 埼玉グランドホテル深谷 開業
- 2003年6月 - GRACEFUL-FIELDS オープン

## 運営施設

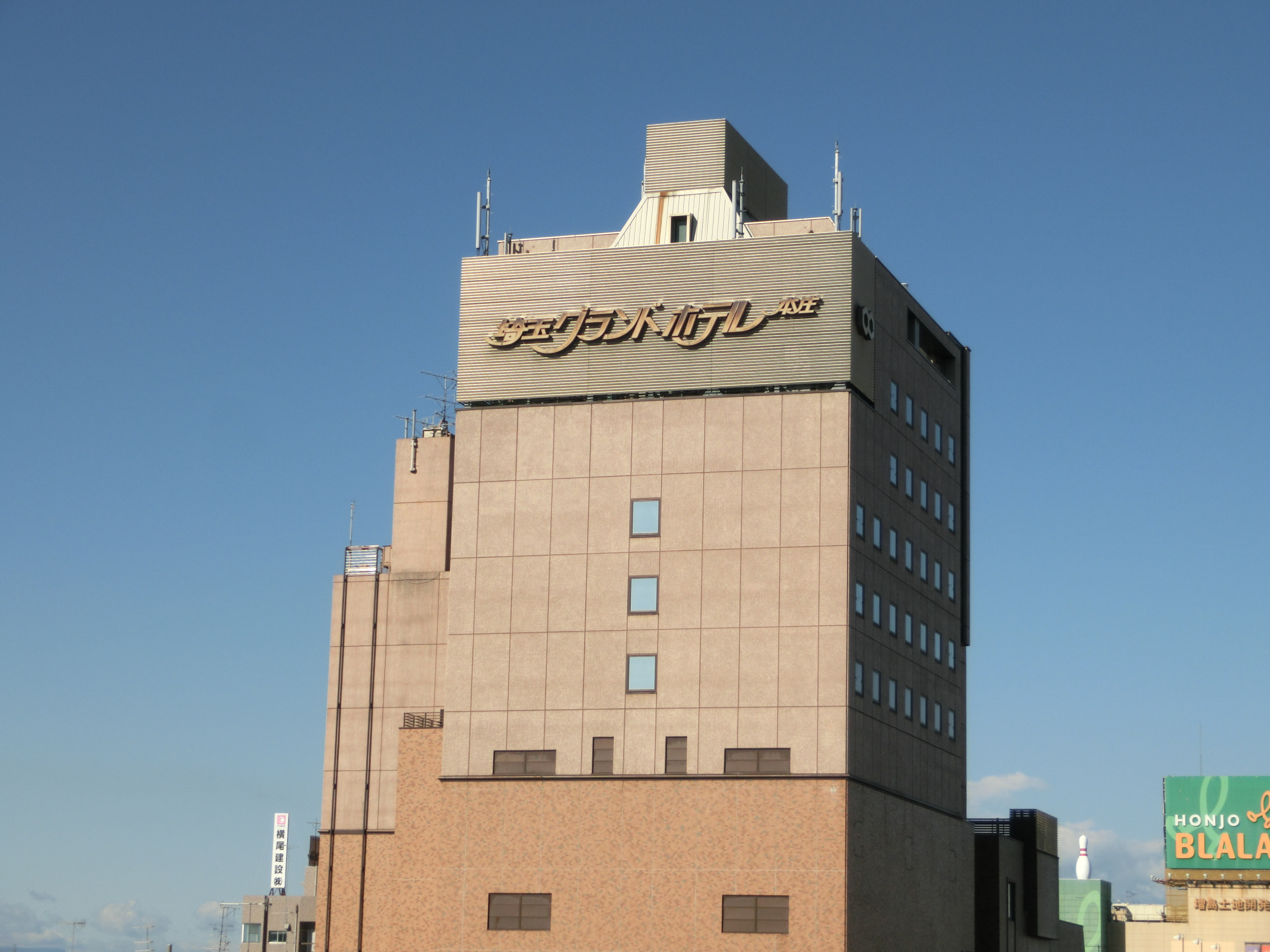
埼玉グランドホテル本庄
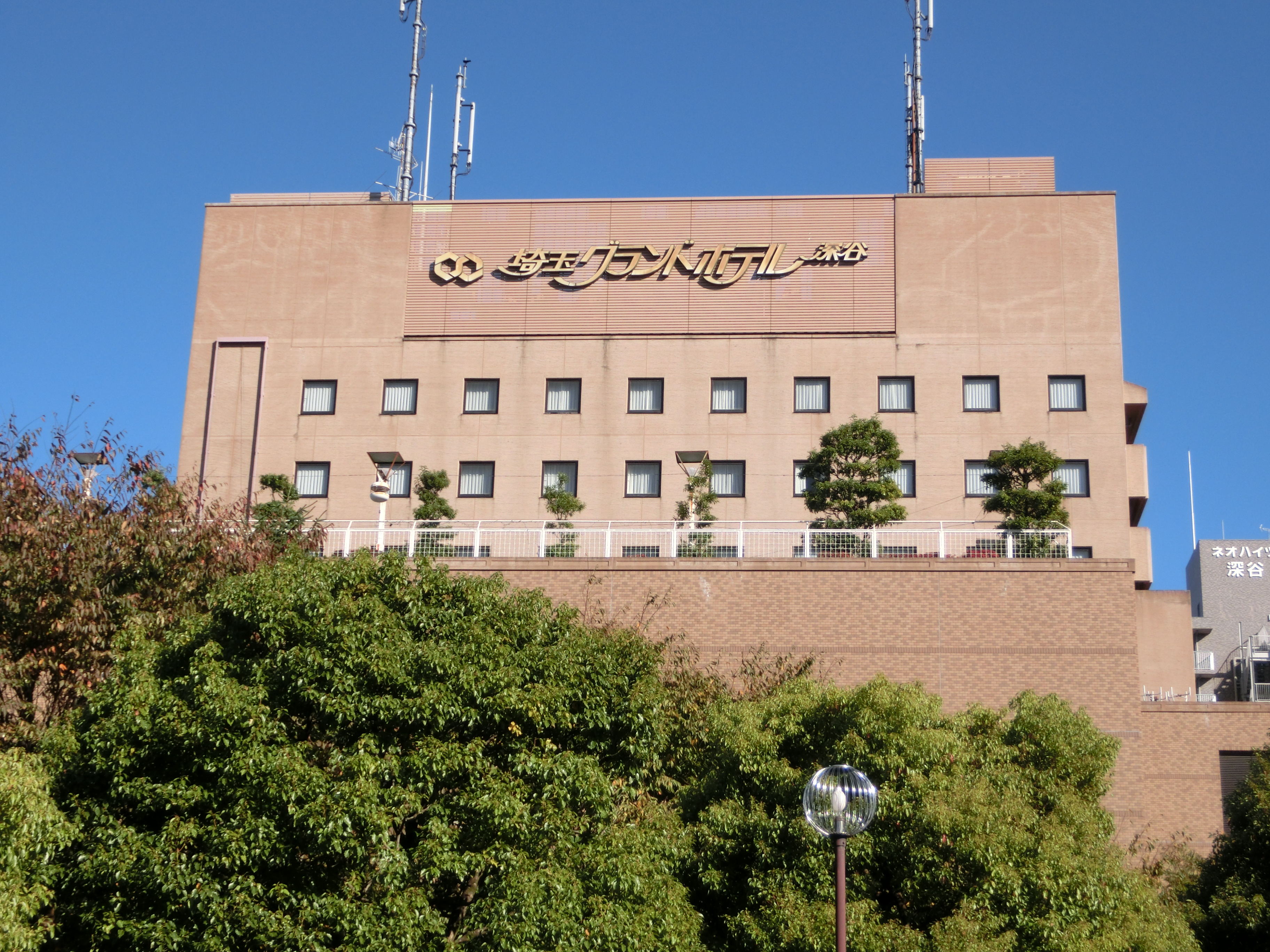
埼玉グランドホテル深谷（GRACEFUL-FIELDSを併設）

## 関連会社
- さいたまセレモニーホール
- 湯元華亭
- サンメンバーズ株式会社
- 高橋商事株式会社
- 高橋不動産株式会社